# Juan María Delfín
Juan María Delfín, también Gian Maria Delfino (República de Génova c. 1676), fue un capitán de navío de la Real Armada Española de origen genovés activo en el reinado de Felipe V, ocupó los cargos de director del Real Arsenal de la Carraca de Cádiz y de la Real Fábrica de Navíos de San Feliu de Guixols, además de combatir en la Guerra de Sucesión Española, la Guerra de la Cuádruple Alianza y la Guerra del Asiento

## Biografía
Juan María Delfín nació en la República de Génova al interior de la familia Delfini de Arenzano, una de las más connotadas dinastías navieras del patriciado genovés dedicada en España a la construcción naval y la carrera de Indias desde el reinado de Carlos II.
Pasó al servicio del rey Felipe V junto a Esteban de Mari durante la Guerra de Sucesión Española, tomando parte de la Toma de Mallorca al mando del navío San Antonio. En 1716 fue enviado por José Patiño, entonces intendente general de Cataluña, a supervisar la construcción del navío San Felipe el Real en la Real Fábrica de Navíos de Sant Feliu de Guíxols. En 1718 participó en la Guerra de la Cuádruple Alianza bajo el mando del almirante Antonio de Gaztañeta, destacando su desempeño durante la batalla del cabo Passaro, donde comandó el navío La Esperanza cargado de 46 cañones. La batalla fue un desastre para la flota borbónica, resultando en la captura de las naves comandadas por don Andrés Reggio Branciforte, Fernando Chacón, el príncipe de Chalois, Esteban de Mari, el conde de Clavijo, entre otros. Sin embargo, el capitán Delfín, prendió fuego a su propio navío evitando así su captura y posterior reutilización por parte del enemigo.
En 1719 volvió al mando de la Real Fábrica de Navíos de San Feliu de Guixols por órdenes de José Patiño quien, tras sus nuevas Ordenanzas de la Armada, le encomendó la adaptación de técnicas de los astilleros ligures para la ampliación de la flota española. En 1728 partió de Cádiz rumbo a Veracruz al mando del navío El Retiro, incorporándose a la Armada de Barlovento, bajo las órdenes de Benito Spínola. En 1732 volvió a Cádiz, donde se le asignó al Arsenal de la Carraca de 1732 a 1738, cuando regresó a la Nueva España al mando de la fragata Nuestra Señora de la Candelaria, San José y las Ánimas. En 1741, combatió en la guerra del Asiento al mando del navío Neptuno, cargado de 66 cañones, encabezando una campaña de corso contra los ingleses en el Atlántico.
En 1742 recibió el cargo de teniente del Real Arsenal de la Carraca, ocupando su comandancia y dirección de manera interina en sustitución de Cipriano d'Autrán, comandante general de ingenieros de la Real Armada. Su última graduación registrada fue como capitán de navío